# Osaro Jürgen Rich
Osaro Jürgen Rich Igbineweka (* 22. Juli 1998 in Lübeck) ist ein deutscher Basketballspieler nigerianischer Abstammung.

## Spielerlaufbahn
Rich wuchs in Lübeck auf, wo er zunächst Basketball (Lübecker TS) und Football (Lübeck Cougars) spielte. Letztlich entschloss er sich, sich auf seine Basketballkarriere zu konzentrieren. Im Spieljahr 2013/14 war er mit einer „Doppellizenz“ auch für die BG Suchsdorf-Kronshagen in der Jugend-Basketball-Bundesliga (JBBL) einsatzberechtigt und erzielte für die Mannschaft im Saisonverlauf im Schnitt 22,1 Punkte je Begegnung.
2014 stieß Rich, der von seinem Vater den zweiten Vornamen Jürgen in Anlehnung an Jürgen Klinsmann erhielt, zu den Piraten Hamburg, der Nachwuchsabteilung der Hamburg Towers, und spielte erst in der JBBL, dann auch in der NBBL (Nachwuchs-Basketball-Bundesliga) für die Piraten.
In der Spielrunde 2015/16 sammelte er zusätzlich zu seinen Einsätzen für die Hamburger auch Erfahrung im Herrenbereich, und zwar für den TuS Lübeck in der 2. Regionalliga.
Im Vorfeld der Saison 2016/17 sicherte sich Rich einen Platz im Aufgebot des SC Rist Wedel (2. Bundesliga ProB) und war parallel dazu ein Leistungsträger bei den Piraten Hamburg in der NBBL.
Im Sommer 2017 wurde er in den Kader der Hamburg Towers (2. Bundesliga ProA) aufgenommen und behielt sein Zweitspielrecht für Rist Wedel, einen Kooperationsverein der Towers.
Er gewann im Spieljahr 2018/19 mit den Towers den Meistertitel der 2. Bundesliga ProA und schaffte den Aufstieg in die Basketball-Bundesliga. Er trug während der Titelsaison bei 14 Einsätzen im Schnitt 1,5 Punkte bei. Darüber hinaus bestritt er in der Saison 2018/19 23 Spiele für Rist Wedel in der 2. Bundesliga ProB und kam dort auf Mittelwerte von 12,2 Punkten, 3,8 Rebounds sowie 1,8 Korbvorlagen je Begegnung. Ende Juli 2019 verlängerte er seinen Vertrag mit den Towers um zwei Jahre. Am ersten Spieltag der Saison 2020/21 im November 2020 wurde er von den Hamburgern erstmals in der Bundesliga eingesetzt.
Den Bundesliga-Durchbruch schaffte er in Hamburg nicht, in der Sommerpause 2022 holte ihn Trainer Lars Masell zum Bundesliga-Konkurrenten Medi Bayreuth. Rich kam in der Spielzeit 2022/23 in 23 Bundesligaspielen zum Einsatz und erzielte einen Mittelwert von 6 Punkten je Begegnung. Er verfehlte mit den Oberfranken den Klassenerhalt, Ende Juni 2023 gab Bundesligist BG Göttingen seine Verpflichtung bekannt. In den Farben der „Veilchen“ erreichte er im Spieljahr 2023/24 nahezu denselben Punktedurchschnitt wie zuvor in Bayreuth.
Im Sommer 2024 kehrte er zu den Hamburg Towers zurück.

### Nationalmannschaft
2019 wurde er in die deutsche U23-Nationalmannschaft in der Basketball-Spielart „3-gegen-3“ berufen.